# Costante di Mills
In matematica, si definisce costante di Mills il numero reale positivo {\displaystyle \theta } tale che la funzione
{\displaystyle f(n)=\lfloor \theta ^{3^{n}}\rfloor }
generi numeri primi per ogni n intero positivo, dove {\displaystyle \lfloor \theta \rfloor } indica la funzione parte intera di {\displaystyle \theta }.
L'esistenza di una costante di questo tipo è stata provata nel 1947 da Mills; il che lo portò ad enunciare il teorema di Mills.
Assumendo l'ipotesi di Riemann, il valore della costante, approssimato a 20 cifre decimali, è
{\displaystyle \theta \approx 1.30637788386308069046...,}
mentre i numeri primi generati dalla costante di Mills sono 

{\displaystyle 2,11,1361,2521008887...}
(Sequenza A051245 dell'OEIS), e sono chiamati primi di Mills. 

## Approssimazioni della costante di Mills
Non si conosce una formula chiusa per la costante di Mills, il che ne rende impossibile l'approssimazione a priori. Quel che è possibile fare è determinare la successione dei primi di Mills tramite una stima del valore della costante, e da questi ricavarne un valore maggiormente preciso.
Nel 2005 Chris Caldwell e Yuan-You Cheng 
trovarono però un metodo per calcolare circa 7000 cifre di {\displaystyle \theta } (assumendo l'ipotesi di Riemann): partendo dalla successione dei primi di Mills (sopra menzionati), ricavati mediante una non definitiva approssimazione della costante, dimostrarono che è possibile calcolare i successivi primi della successione e tramite una generalizzazione del Teorema di Mills, anziché usando la costante di Mills. Calcolati così altri primi di Mills più grandi ({\displaystyle p_{n}}), è possibile approssimare più precisamente {\displaystyle \theta }, tramite la formula:
{\displaystyle \theta =\lim _{n\to \infty }{\sqrt[{3^{n}}]{p_{n}}}.}